# Yuta Koide
Yuta Koide (小出 悠太 Koide Yūta?, Chiba, 20 de octubre de 1994) es un futbolista japonés que juega como defensa en el Ventforet Kofu de la J2 League.

## Trayectoria

### Clubes
| Club           | País  | Año       |
| -------------- | ----- | --------- |
| Ventforet Kofu | Japón | 2017-2019 |
| Oita Trinita   | Japón | 2020-2022 |
| Vegalta Sendai | Japón | 2023-2024 |
| Ventforet Kofu | Japón | 2025-     |